# Sergio Saas
Sergio Saas (São Paulo, 18 de junho de 1978), é um cantor, compositor, produtor musical, multi-instrumentista e arranjador brasileiro de música cristã contemporânea, especialmente entre a black music e soul.
Foi vocalista da banda Raiz Coral, da qual fez parte desde 2000 e, em meio a algumas saídas e retornos, esteve até o fim das atividades do grupo. Em 2004, lançou seu primeiro álbum solo, de título És Meu Herói. A obra foi indicada como Melhor CD de Black Music no Troféu Talento e Saas como Melhor Intérprete Masculino. Seu trabalho ainda abrange outros discos, como Tua Graça Me Basta, também indicado ao prêmio. Em 2016, lançou Haja Luz e em 2018 liberou Deus Cuidou de Mim.
Como produtor, Saas também foi indicado ao Troféu Talento. Como compositor, compôs músicas e fez gravações com vários artistas e bandas, como Leonardo Gonçalves,[carece de fontes?] Pamela, Lito Atalaia, Estêvão Queiroga, Apocalipse 16, entre outros.

## Discografia
Álbuns de estúdio
- 2004: És Meu Herói
- 2006: Saas Apresenta
- 2007: Saas Apresenta 2: Ele que Fez
- 2008: Tua Graça Me Basta
- 2016: Haja Luz
- 2018: Deus Cuidou de Mim

## Prêmios e indicações
- Troféu Talento 2005: Melhor intérprete masculino[5]